# Vernois-lès-Belvoir
Vernois-lès-Belvoir és un municipi francès al Cantó de Pont-de-Roide (departament del Doubs, regió de Borgonya - Franc Comtat). L'any 2007 tenia 66 habitants.

## Demografia

### Població
El 2007 la població de fet de Vernois-lès-Belvoir era de 66 persones. Hi havia 19 famílies de les quals 5 eren unipersonals (5 dones vivint soles i 5 dones vivint soles), 9 parelles amb fills i 5 famílies monoparentals amb fills.
La població ha evolucionat segons el següent gràfic:
Habitants censats

### Habitatges
El 2007 hi havia 34 habitatges, 26 eren l'habitatge principal de la família, 5 eren segones residències i 3 estaven desocupats. Tots els 32 habitatges eren cases. Dels 26 habitatges principals, 22 estaven ocupats pels seus propietaris, 1 estava llogat i ocupat pels llogaters i 2 estaven cedits a títol gratuït; 1 tenia dues cambres, 2 en tenien tres, 6 en tenien quatre i 16 en tenien cinc o més. 19 habitatges disposaven pel capbaix d'una plaça de pàrquing. A 13 habitatges hi havia un automòbil i a 12 n'hi havia dos o més.

### Piràmide de població
La piràmide de població per edats i sexe el 2009 era:
| Homes | Edats   | Dones |
| ----- | ------- | ----- |
| 0     | 95 o +  | 0     |
| 0     | 90 a 94 | 0     |
| 0     | 85 a 89 | 4     |
| 0     | 80 a 84 | 0     |
| 4     | 75 a 79 | 0     |
| 4     | 70 a 74 | 0     |
| 0     | 65 a 69 | 4     |
| 0     | 60 a 64 | 0     |
| 8     | 55 a 59 | 0     |
| 4     | 50 a 54 | 4     |
| 4     | 45 a 49 | 4     |
| 0     | 40 a 44 | 4     |
| 0     | 35 a 39 | 0     |
| 0     | 30 a 34 | 0     |
| 0     | 25 a 29 | 0     |
| 0     | 20 a 24 | 8     |
| 4     | 15 a 19 | 8     |
| 4     | 10 a 14 | 0     |
| 0     | 5 a 9   | 4     |
| 0     | 0 a 4   | 0     |

## Economia
El 2007 la població en edat de treballar era de 44 persones, 32 eren actives i 12 eren inactives. De les 32 persones actives 30 estaven ocupades (17 homes i 13 dones) i 2 estaven aturades (2 dones i 2 dones). De les 12 persones inactives 2 estaven jubilades, 3 estaven estudiant i 7 estaven classificades com a «altres inactius».
Activitats econòmiques
L'únic establiment que hi havia el 2007 era d'una empresa de construcció.
L'any 2000 a Vernois-lès-Belvoir hi havia 6 explotacions agrícoles.

## Poblacions més properes
El següent diagrama mostra les poblacions més properes.